# Eunidia fuscovitticollis
Eunidia fuscovitticollis är en skalbaggsart som beskrevs av Stefan von Breuning 1958. Eunidia fuscovitticollis ingår i släktet Eunidia och familjen långhorningar.
Artens utbredningsområde är:
- Angola.
- Kenya.
- Nigeria.

Inga underarter finns listade i Catalogue of Life.